# Heliconius metharme
Espèce
Heliconius metharme est une espèce sud-américaine de lépidoptères (papillons) de la famille des Nymphalidae et de la sous-famille des Heliconiinae.

## Taxonomie
L'espèce Heliconius metharme a été décrite par l'entomologiste allemand Wilhelm Ferdinand Erichson en 1849. Elle a un temps été appelée Neruda metharme.
Il existe plusieurs sous-espèces :
- Heliconius metharme metharme — au Guyana.
- Heliconius metharme makiritare (Brown & Fernández, 1985) — au Venezuela.
- Heliconius metharme perseis (Stichel, 1923) — en Colombie.

## Nom vulgaire
Heliconius metharme se nomme en anglais metharme longwing.

## Description
L'imago dʼHeliconius metharme est un grand papillon aux ailes allongées et arrondies, de couleur de fond noire avec une ornementation aux ailes antérieures de deux marques jaunes ou blanches séparant partiellement l'aile en trois parties, et aux ailes postérieures une ornementation de lignes rouges ou bleues soulignant les veines.

## Biologie
Les plantes hôtes de la chenille sont des Passifloraceae, notamment des Dilkea et des Mitostemma.

## Distribution et biotopes
Cette espèce est originaire du bassin amazonien : on la trouve notamment au Brésil, en Guyane, au Guyana, au Suriname, en Colombie et au Venezuela,.
Elle réside dans les forêts, du niveau de la mer jusqu'à 1 100 m d'altitude.